# ليمينغتون (أونتاريو)
ليمينغتون، أونتاريو (بالإنجليزية: Leamington)‏ هي مدينة كندية تقع في مقاطعة أونتاريو. تبلغ مساحة هذه المدينة 261.9243 (كم²)، ويبلغ عدد سكانها 28833 نسمة حسب إحصاء سنة 2006 م، بينما كان يسكنها 27138 نسمة في سنة 2001 م. تحتل هذه المدينة المرتبة رقم 143 بين مدن كندا حسب عدد السكان والمرتبة رقم 56 في المقاطعة. نما عدد السكان في هذه المدينة بنسبة (6.2) بين العامين المذكورين.

## توأمة
لليمينغتون (أونتاريو) اتفاقيات توأمة مع:
- ليمينغتون سبا

## أعلام
- إيمي أندرسون
- ميخائيل بليس
- كيرك بومان
- داني كلاسن
- نينو ريتشي

## وصلات خارجية
- الأطلس الحكومي لكندا
- إحصاءات كندا مع ساعة تعداد السكان